# Bitten
Bitten (en español: Mordida) es una serie de televisión canadiense basada en la serie de libros Women of the Otherworld de la autora Kelley Armstrong. El nombre fue inspirado en el primer libro de la serie. El show es producido como una serie original para  Space y la mayoría de la filmación se hace en Toronto y Cambridge, Ontario. En 2015, la serie fue renovado por una tercera y última temporada y terminó en abril de 2016.

## Sinopsis
La serie sigue la historia de Elena Michaels, la única mujer-lobo, que intenta llevar una vida normal alejándose de su manada. Siendo joven pensó que había encontrado en Clayton Danvers a la persona con la que pasaría el resto de su vida, pero todo cambia cuando él la muerde y la transforma en una mujer-lobo, guardándole ella resentimiento. Sin embargo, un asesinato cometido por un hombre-lobo la obligará a regresar a la manada. Al final de la primera temporada el grupo sufre la gran pérdida de uno de sus miembros.
Durante la segunda temporada se unen la bruja Ruth Winterbourne, la líder de la asamblea de brujas de Boston, y su hija Paige Winterbourne, quien es la guardiana de Savannah Levine. Por otro lado también se une Aleister VI, el líder de un culto sádico.
Durante la tercera temporada la manada sigue luchando contra los renegados mientras encaran nuevos retos personales.

## Personajes

### Principales
- Laura Vandervoort como Elena Michaels
- Greyston Holt como Clayton Danvers
- Greg Bryk como Jeremy Danvers
- Steve Lund como Nick Sorrentino
- Michael Xavier como Logan Jonsen (temps. 1–2)
- Paul Greene como Philip McAdams (temp. 1)
- Genelle Williams como Rachel Sutton (recurrente 1–2; principal 3)
- Tommie-Amber Pirie como Paige Winterbourne (principal 2; recurrente 3
  - Sofia Banzhaf como Katia Antonov (temp. 3)
  - Alex Ozerov como Alexei Antonov (temp. 3)
- John Ralston como Sasha Antonov (temp.3)
- 3)
- Sofia Banzhaf como Katia Antonov (temp.3)
- Alex Ozerov como Alexei Antonov (temp. 3)
  - John Ralston como Sasha Antonov (temp. 3)
  - Sofia Banzhaf como Katia Antonov (temp. 3)
  - Alex Ozerov como Alexei Antonov (temp. 3)

### Recurrentes
- Benjamin Ayres como Jorge Sorrentino (temps. 1, 2)
- Elias Toufexis como Joey Stillwell (temps. 1-2)
- Noah Danby como Zachary Cain (temps. 1–3)
- Pascal Langdale como Karl Marsten (temps. 1,2,3)
- James McGowan como Malcolm Danvers (temps. 1–2)
- Ryan Kelly como Nate Parker (temps. 1)
- Natalie Brown como Diane McAdams (temps. 1–2)
- Fiona Highet como Sheriff Karen Morgan (temps. 1,2,3)
- Paulino Nunes como Antonio Sorrentino (temp. 1)
- Joel Keller como Peter Myers (temp. 1)
- Michael Luckett como Daniel Santos (temp. 1)
- Curtis Carravaggio como Thomas LeBlanc (temp. 1)
- Patrick Garrow como Victor Olson (temp. 1)
- Paul Greene como Philip McAdams (temp. 1)
- Marc Bendavid como Scott Brandon (temp. 1)
- Dan Petronijevic como Samuel Boggs (temp. 1)
- Rogan Christopher como Deputy Paul O'Neil (temp. 1)
- Sherry Miller como Olivia McAdams (temp. 1)
- Eve Harlow como Amber (temp. 1)
- Natalie Lisinska como Sylvie (temp. 1)
- Ace Hicks como Becky McAdams (temp. 1)
- Evan Buliung como Michael Braxton (temp. 1)
- Noah Cappe como Travis (temp. 1)
- Chris Ratz como Jack (temp. 1)
- Daniel Kash como Roman Navikev (temps. 2–3)
- Mishka Thebaud como Eduardo Escobado (temps. 2-3)
- Tammy Isbell como Ruth Winterbourne (temp. 2)
- Sean Rogerson como Aleister (temp. 2)
- Kiara Glasco como Savannah Levine (temp. 2)
- Debra McCabe como Clara Sullivan (temp. 2)
- Angela Besharah como Bridget (season 2)
- Carly Street como la Dra. Sondra Bauer (temp. 2)
- Brock Johnson como Richard Hart (temp. 2)
- Salvatore Antonio como Roderigo Sanchez (temp. 2)
- Rafael Petardi como Konstantin Sarantin (temp. 3)
- Oliver Becker como The Albino (temp. 3)
- Ian Lake como Anson Haight (temp. 3)
- Ian Matthews como Bucky Durst (temp. 3)

### Invitados
- Mackenzie Gray como Jimmy Koenig (temp. 1)
- Shauna MacDonald como Lily Bevelaqua (temp. 2)

## Episodios
| Temporada | Temporada | Episodios | Emisión original      | Emisión original    |
| Temporada | Temporada | Episodios | Inicio                | Final               |
| --------- | --------- | --------- | --------------------- | ------------------- |
|           | 1         | 13        | 11 de enero de 2014   | 5 de abril de 2014  |
|           | 2         | 10        | 7 de febrero de 2015  | 11 de abril de 2015 |
|           | 3         | 10        | 12 de febrero de 2016 | 15 de abril de 2016 |

## Producción
El 22 de mayo de 2014, la serie fue renovada para una segunda temporada de 10 episodios, con la producción comenzando en verano. El 22 de mayo de 2015, Space confirmó que la serie fue renovado para una tercera temporada con la filmación fijada para comenzar en verano/otoño de 2015. Se confirmó en diciembre de 2015 que la tercera temporada de Bitten sería la temporada final del show.

### Música
Todor Kobakov fue contratado para componer la partitura de la serie.

#### Score
Bitten – Score Soundtrack Vol. 1 fue lanzado el 18 de marzo de 2014.
| Bitten – Score Soundtrack Vol. 1 |                            |          |  |
| N.º                              | Título                     | Duración |  |
| 1.                               | «Opening Theme»            | 0:35     |  |
| 2.                               | «Sexy Wolf»                | 3:08     |  |
| 3.                               | «The Pack Gathers»         | 1:15     |  |
| 4.                               | «Time for a Run»           | 0:40     |  |
| 5.                               | «Clay and Elena»           | 0:57     |  |
| 6.                               | «Clay Wins»                | 0:42     |  |
| 7.                               | «First Blood»              | 1:21     |  |
| 8.                               | «Naughty Dream»            | 1:33     |  |
| 9.                               | «Wolf Chaos»               | 1:46     |  |
| 10.                              | «Antonio at Work»          | 0:52     |  |
| 11.                              | «Clay and Elena Run»       | 2:23     |  |
| 12.                              | «Elena Gets Bitten»        | 2:51     |  |
| 13.                              | «First Transformation»     | 4:41     |  |
| 14.                              | «Santos Pleads His Case»   | 0:48     |  |
| 15.                              | «Positive»                 | 0:40     |  |
| 16.                              | «Eyes in a Box»            | 1:44     |  |
| 17.                              | «Bad Time for a Sheriff»   | 1:14     |  |
| 18.                              | «Sheriff in the Den»       | 0:34     |  |
| 19.                              | «The Battle»               | 1:47     |  |
| 20.                              | «Clay and Elena Aftermath» | 0:50     |  |
| 21.                              | «Clean Up»                 | 0:51     |  |
| 22.                              | «A Baby and a Killer»      | 1:17     |  |
| 23.                              | «It's Joey»                | 1:03     |  |
| 24.                              | «Joey, Clay and Elena»     | 1:42     |  |
| 25.                              | «Meet Clay»                | 1:05     |  |
| 26.                              | «Tension at the Gallery»   | 1:16     |  |
| 27.                              | «Everything Is on Edge»    | 1:41     |  |
| 28.                              | «Trust Logan»              | 1:46     |  |
| 29.                              | «This Is a Nightmare»      | 1:40     |  |
| 30.                              | «We Have to Get Clay»      | 1:08     |  |
| 31.                              | «One More Thing to Fix»    | 1:46     |  |
| 32.                              | «Recap»                    | 1:16     |  |

### InnerSpace: After Bite
Un show en vivo después de la serie titulado InnerSpace: After Bite se estrenó en Space el 7 de febrero de 2015, tras el estreno de la temporada dos. After Bite presenta a los anfitriones Morgan Hoffman y Teddy Wilson, discutiendo el último episodio con actores y productores de Bitten.

## Premios y nominaciones
| Año  | Categoría                        | Premio                                                | Nominado          | Resultado | Refs.  |
| ---- | -------------------------------- | ----------------------------------------------------- | ----------------- | --------- | ------ |
| 2014 | Directors Guild of Canada Awards | Production Design - Television Series                 | Rob Gray          | Nom       | [ 6 ]  |
| 2014 | Leo Awards                       | Best Screenwriting Dramatic Series                    | Daegan Fryklind   | Nom       | [ 7 ]  |
| 2014 | Leo Awards                       | Best Guest Performance by a Male in a Dramatic Series | Mackenzie Gray    | Ganadora  | [ 7 ]  |
| 2014 | Leo Awards                       | Best Lead Performance by a Male in a Dramatic Series  | Greyston Holt     | Nom       | [ 7 ]  |
| 2015 | Golden Maple Awards              | Best Actor in a TV Series Broadcasted in the U.S.     | Greyston Holt     | Nom       | [ 8 ]  |
| 2016 | Golden Maple Awards              | Best Actress in a TV series broadcast in the U.S.     | Laura Vandervoort | Nom       | [ 9 ]  |
| 2016 | Prix Aurora Awards               | Best Visual Presentation                              | Bitten            | Nom       | [ 10 ] |

## Transmisiones
La serie fue adquirida por Syfy para estrenarse en los Estados Unidos, y se estrenó en enero de 2014. Se estrenó en Australia el 8 de agosto de 2015 en FOX8. SyfyUK comenzó a transmitirse el 19 de mayo de 2016.

## DVD
| Título                              | Detalles                     | Fechas de lanzamiento en Blu-ray y DVD | Características especiales |
| Título                              | Detalles                     | Región A/1                             | Características especiales |
| ----------------------------------- | ---------------------------- | -------------------------------------- | --- |
| Bitten — The Complete First Season  | - Discos: 4 - Episodios: 13  | 12 de agosto de 2014                   | - Detrás de las escenas - Escenas eliminadas - Coreografía de Dobles de Split Screen - Comentario de audio con Laura Vandervort y los productores.                       |
| Bitten — The Complete Second Season | - Discos: 3 - Episodios: 10  | 7 de julio de 2015                     | - Behind-the-Scenes Featurette - Deleted and Extended Scenes - Stunt Choreography - Gag Reel - Gentling Video - Bitten New York Comic Con Panel - Innerspace: After Bite |
| Bitten — The Final Season           | - Discos: 3 - Episodios: 10  | 19 de julio de 2016                    | |
| Bitten: The Complete Series         | - Discos: 10 - Episodios: 33 | 11 de octubre de 2016                  | |